# Vestre Bjonevatnet
Vestre Bjonevatnet est un lac situé en Norvège, dans les municipalités de Ringerike (comté de Buskerud), Søndre Land et Gran (comté d'Oppland).